# Adamówka (gemeente)
Gemeente Adamówka is een landgemeente in de Poolse woiwodschap Subkarpaten, in powiat Przeworski. De zetel van de gemeente is in Adamówka. Op 30 juni 2004 telde de gemeente 4223 inwoners. De gemeente ligt nabij Sieniawskiego.
Tot de gemeente behoort het dorp Majdan Sieniawski.

## Oppervlakte gegevens
In 2002 bedroeg de totale oppervlakte van gemeente Adamówka 134,27 km², waarvan:
- agrarisch gebied: 49%
- bossen: 44%

De gemeente beslaat 19,23% van de totale oppervlakte van de powiat.

## Demografie
Stand op 30 juni 2004:
| Omschrijving                   | Totaal | Totaal | Vrouwen | Vrouwen | Mannen | Mannen |
| ------------------------------ | ------ | ------ | ------- | ------- | ------ | ------ |
| eenheid                        | aantal | %      | aantal  | %       | aantal | %      |
| inwoners                       | 4223   | 100    | 2100    | 49,7    | 2123   | 50,3   |
| bevolkingsdichtheid (inw./km²) | 31,5   | 31,5   | 15,6    | 15,6    | 15,8   | 15,8   |

In 2002 bedroeg het gemiddelde inkomen per inwoner 1442,57 zł.

## Aangrenzende gemeenten
Kuryłówka, Leżajsk, Sieniawa, Stary Dzików, Tarnogród, Wiązownica,